# Секреты Одинокого волка
«Секреты Одинокого волка» (англ. Secrets of the Lone Wolf) — детективный фильм с элементами комедии режиссёра Эдварда Дмитрика, который вышел на экраны в 1941 году. Это шестой из девяти фильмов 1939—1943 годов с Уорреном Уильямом в главной роли знаменитого в прошлом вора драгоценностей Майкла Лэньярда по прозвищу Одинокий волк.
В этом фильме инспектор полиции Крейн (Тёрстон Холл) обращается к Майклу Лэньярду с просьбой помочь защитить от грабителей коллекцию наполеоновских драгоценностей, только что доставленных на корабле из Европы. Драгоценности предполагается реализовать, а вырученные средства направить на финансирование сопротивления врагу. Тем временем группа грабителей во главе с Дэном Стривером (Виктор Джори) планирует похитить драгоценности. Ошибочно приняв Джеймисона (Эрик Блор), камердинера Лэньярда, за самого Одинокого волка, они пытаются принудить его разработать и реализовать план похищения. Вскоре после того, как Лэньярду удаётся освободить Джеймисона, на корабле происходит убийство охранника и кража драгоценностей, и подозрение Крейна падает на Одинокого волка. Проникнув на корабль, Майкл добровольно сдаётся властям, обязуясь подписать признание в этом преступлении, если в течение ближайших часов не поймает настоящего преступника. Выяснив с помощью Джеймисона личности членов банды и установив способ, с помощью которого они обирались вынести похищенные драгоценности с корабля, Лэньярд в итоге расставляет ловушку и ловит преступников.
Несмотря на то, что фильм сделан на скромном бюджете, качественная режиссёрская работа, отличная игра исполнителей главных ролей, саспенс и юмор делают фильм одним из лучших в киносериале об Одиноком волке.

## Сюжет
В своей квартире Майкл Лэньярд (Уоррен Уильям), известный как Одинокий волк, репетирует речь, которую ему предстоит произнести перед собранием женщин Вестчестерской благотворительной организации. Майклу не хочется выступать, однако его камердинер Джеймисон (Эрик Блор) напоминает, что участие в подобных мероприятиях позволит ему добиться достойного положения в обществе, к которому он так стремится. Вскоре, когда Майкл произносит речь на собрании, на мероприятие пытается прорваться молодая привлекательная женщина Баблз Диган (Марло Дуайер). Когда швейцар её не пропускает, она передаёт срочную записку, адресованную Майклу, которая попадает к Джеймисону. В записке некая Бетти сообщает, что она в отчаянной беде, и просит Майкла прийти сегодня в 9 часов вечера в номер 417 гостиницы «Бёртон». Пока после выступления Майкл пожимает руки восхищённым слушательницам, сержант полиции Диккенс (Фред Келси) надевает на него наручники и уводит к инспектору Крейну (Тёрстон Холл), и Джеймисону так и не удаётся передать записку своему хозяину.
Крейн встречает Майкла в порту, извиняясь за наручники, после чего проводит его на борт корабля. Там он знакомит Майкла с тремя французскими эмиссарами во главе с полковником Косталем (Виктор Килиан), который смог провести через блокаду подводных лодок свой корабль и доставить ценный груз, находящийся на борту, в порт Нью-Йорка. Груз подлежит реализации, а на вырученные деньги должны пойти на сопротивление врагу на родине. Косталь знакомит Майкла с сопровождающим груз частным детективом Бобом Гартом (Джо Макгуин), который извлекает из своего сейфа коллекцию наполеоновских драгоценностей, показывая её Майклу. Оставшись с Майклом наедине, Крейн объясняет, что груз не застрахован, так как ни одна компания не бралась за его страховку, и кроме того, чтобы растаможить груз, надо заплатить сбор в сотни тысяч долларов, что прибывшая делегация не может себе позволить. В этой связи Крейг решил обратиться за консультацией к Майклу как самому опытному и умелому в прошлом вору драгоценностей, чтобы тот подсказал, чего следует опасаться от потенциальных воров и какие меры защиты ценного груза следует предпринять. Он поясняет, что «эти люди заслуживают нашей помощи. Их дело заслуживает этого. Они сражаются в битве, в которую мы верим. Несмотря на огромные трудности. Это меньшее, что мы можем для них сделать». Майкл принимает такое объяснение и даёт несколько ценных советов по тому, какие меры следует предпринять.
Когда Майкл предполагает, что вор может проникнуть на борт корабля под видом сотрудника таможни, Диккенс сообщает, что один таможенник уже поднялся на борт корабля. Крейн немедленно объявляет тревогу и начинает розыск таможенника. В этот момент женщина зовёт на помощь. Зайдя в её каюту, они видят, что она держит под дулом пистолета проникшего в ней мужчину, который, по её словам, пытался украсть у неё жемчужное колье. Косталь поясняет, что эта женщина, Элен де Леон (Рут Форд), входит в их команду и помогает переправить драгоценности. Майкл же объясняет Крейну, что пойманный мужчина — это никакой не вор, а просто влюблённый в Элен поклонник Поль Бенуа (Роджер Кларк). Крейн даёт указание вывести парня с корабля и затем отпустить. Оставшись с Крейном наедине, Майкл излагает инспектору сложный, развёрнутый план того, как бы он похитил «наполеоновскую коллекцию». После этого Майкл прощается и уходит.
Тем временем, так и не добившись внимания Майкла, Джеймисон самостоятельно приезжает на встречу в отель «Бёртон». В номере его встречает Бабблз, которая представляет её подозрительной группе из пяти мужчин как Одинокого волка. Возглавляющий компанию Дэн Стривер (Виктор Джори) сердечно приветствует «Майкла Лэньярда» и собирается его познакомить со своими подручными, среди которых Бубновый валет, Сэм Шесть часов (Пол Филлипс) и другие известные воры. Дэн объясняет, что дело, которое они задумали, для них слишком большое, а куш настолько велик, что с лихвой хватит на семерых. Несмотря на попытки Джеймисона объяснить, что он не Лэньярд, воры не верят ему и единодушно избирают его главным в операции по похищению наполеоновских драгоценностей. Через некоторое время, когда Джеймисон всё ещё не может предложить никакого плана, он получает от Дэна разрешение позвонить домой своему «камердинеру», чтобы тот подготовил необходимое оборудование для операции. По совету Майкла, который снял трубку, Джеймисон объявляет ворам, что его инструменты лежат в сейфе, открыть который может только лично он. Подъехав вместе со всей преступной группой к дому Майкла, Дэн отправляет Бабблз на квартиру вместе с Джеймисоном. Перед ней Майкл и Джеймисон разыгрывают роли друг друга. В этот момент в квартиру Майкла стучит Диккенс, и Бабблз вынуждена бежать через чёрный ход. Диккенс объясняет, что Крейн поручил ему проследить в течение вечера за Майклом, чтобы быть уверенным в том, что он «не наделает дел». Обманув внимание Диккенса, Майкл и Джеймисон вскоре сбегают из квартиры.
На палубе к Касталю подходит член группы, сообщая, что сегодня прибудут люди, чтобы посмотреть коллекцию, которые, возможно, купят её целиком. Вскоре к кораблю подъезжает Вандербек (Уитон Чамберс), которого встречает Поль, выдающий себя за полицейского агента. Когда Вандербек просит показать ему значок, Поль хватает его и бьёт по голове, лишая сознания. Забрав его удостоверение, Поль проходит через полицейский кордон и пробирается в каюту Элен, где предлагает ей бежать вместе с ним. Оставив Поля в своей каюте, Элен направляется на совещание, на котором полковник Касталь презентует группе заинтересованных лиц коллекцию драгоценностей, которые должна продемонстрировать Элен. Она просит Касталя пройти с ней в каюту, однако полковник отказывается, ссылаясь на занятость. Майкл и Джеймисон пытаются пройти на корабль, чтобы проинформировать Кастеля о планах ограбления, однако полицейский кордон не пропускает их. На пирсе они натыкаются на лежащего без сознания Вандербека, и в этот момент подходит Диккенс, который задерживает их и проводит к Крейну. Майклу м Джеймисону удаётся снять наручники и сбежать.
Тем временем, когда Гарт открывает сейф и собирается достать драгоценности для демонстрации группе экспертов, в его каюте гаснет свет и звучит пожарная сигнализация. К тому времени, когда свет снова включается, Гарта находят избитым до потери сознания, а драгоценности исчезли. На другом конце корабля возникает пожар, отвлекая внимание команды. Диккенс в темноте кого-то задерживает. Вскоре появляется свет, и когда Крейн и Кастель выламывают дверь в каюту Гарта, тот падает на палубу с пробитой головой, и его срочно отправляют в больницу. Крейн и Кастель обнаруживают, что драгоценности исчезли. Так как способ кражи очень похож на тот, который описал ему Майкл, Крейн требует срочно его задержать.
Майкл и Джеймисон приглашают Крейна в каюту, откуда инспектор уводит Майкла к себе, обвиняет в краже и допрашивает. Тем временем приходит сообщение, что Гарт умер в машине скорой помощи, и помимо ограбления Крейн обвиняет Майкла и в убийстве. Диккенс надевает на них наручники и заточает в тесном кубрике. Майкл понимает, что для своего спасения должен найти подлинных воров, понимая, что это скорее всего люди из гостиницы «Бёртон». В этот момент Джеймисон вспоминает, что узнал в стюарде одного из членов банды, и кроме того, видел Дэна Стривера среди покупателей драгоценностей. Майкл поручает разыскать их, а сам требует встречи с Крейном, чтобы подписать признание. При встрече с инспектором Майкл заявляет, что подпишет признание и вернёт драгоценности, если полиция сейчас же отпустит Джеймисона.
Сразу после освобождения Джеймисон спускается с корабля, где его хватает банда воров. Тем временем Майкл, якобы с целью выдать драгоценности заводит полицейских в котельное отделение, где выпускает пар и сбегает по другой лестнице. Незаметно для полиции Майкл проникает в свою квартиру. Неожиданно на пороге появляется Элен, которая спрашивает, причастен ли Поль к ограблению. Майкл отвечает, что, по его мнению, Поль не крал драгоценности, скорее всего, ограбление совершила преступная организация. В разговоре Элен упоминает, что Джеймисона похитили, и Майкл отправляется спасать своего камердинера. Заметив, что внизу полиция устроила на него засаду, Майкл меняется с Элен шляпой и накидкой, и просит её несколько раз пройти мимо освещённого окна. Полиция заключает, что Майкл дома, и отправляет туда отряд, что позволяет ему выскользнуть на улицу. Не обнаружив Майкла, полиция хватает Элен, и Диккенс допрашивает её в своём офисе. Вскоре появляется Крейн, который приказывает отпустить Элен, сообщая, что и Поля только что выпустили на свободу.
Бандиты допрашивают Джеймисона, по-прежнему принимая его за Майкла, однако Джеймисон продолжает утверждать, что ничего не знает о местонахождении драгоценностей. Вскоре заходит Дэн Стривер с газетой, сообщающей, что Майкла задержала полиция, значит удерживаемый ими человек — это не Майкл. Обыскав Джеймисона, бандиты находят у него полицейский значок сержанта Диккенса. Майкл незаметно проникает в гостиничный номер преступников, где слышит, как Дэн предлагает банде ликвидировать «Диккенса». Когда бандиты решают, кто должен совершить убийство, Бабблз выходит из комнаты. Они собираются тянуть жребий, и в этот момент в комнату заходит Майкл и представляется своим настоящим именем. Майкл заявляет, что узнаёт одного из воров, который был на корабле и отключил там свет. Далее он говорит, что полиция уже вернула драгоценности, назвав их похищение очень непрофессиональной работой. По словам Одинокого волка, он не крал драгоценности, также как и они. Напомнив, что удерживаемый ворами заложник долго выдавал себя за него, Майкл вызывается лично устранить заложника. Забрав у бандитов пистолет, Майкл развязывает Джеймисона. Почувствовав подвох, один из бандитов бросает в Майкла нож, в ответ тот стреляет в него. Направив на бандитов пистолет, Майкл выходит из комнаты, забирая с собой Джеймисона.
Майкл и Джеймисон возвращаются обратно на корабль, чтобы найти там драгоценности. В поисках ключа к разгадке кражи Майкл замечает шнур, спускающийся с корабля в воду. Некоторое время спустя Крейн на борту корабля, услышав выстрелы, вскоре хватает Майкла, который обещает показать, где находятся драгоценности. Не веря ему, Крейн решает препроводить Майкла в участок для допроса, но по дороге спотыкается о шнур. Потянув за шнур, он извлекает из воды сумку, обнаруживая в ней кучу железок. Майкл объясняет, что в сумке были драгоценности, которые он заменил железками, чтобы заманить вора в ловушку, которая не сработала. Чтобы снять с себя обвинения, Майкл объявляет, что драгоценности находятся в карманах полковника Касталя. К удивлению полковника, они действительно оказываются там, после чего Майкл говорит, что он сам положил их туда. Он нашёл их в этой сумке полчаса назад, но не мог их там оставить, так как тот, кто спрятал их там, вскоре придёт, чтобы забрать их. И этот человек уже сейчас на борту (действительно, под брезентом одной из шлюпок кто-то прячется).
Чтобы установить личность преступника, Майкл предлагает провести следственный эксперимент. С согласия Крейна Майкл выключает свет, после чего срабатывает пожарная сигнализация, а через 50 секунд — свет снова загорается. Майкл показывает, как за эти секунды преступник пробрался в комнату и убил Гарта. Затем Майкл требует включить свет, но он не включается, а дверь оказывается заблокированной. Когда свет всё-таки загорается, преступник уже выбежал из каюты, но Майкл спокойно говорит, что он далеко не уйдёт. Выйдя из каюты, они видят Дэна Стривера, которого задержал Поль. Крейн снимает с Майкла все подозрения и благодарит его, а Майкл в свою очередь представляет Поля как бывшего французского военного офицера, который работал под прикрытием во имя свободы своей страны.

## В ролях
- Уильям Уоррен — Майкл Лэньярд
- Рут Форд — Элен де Леон
- Эрик Блор — Джеймисон, дворецкий
- Виктор Джори — «Дрэппер» Дэн Стривер
- Тёрстон Холл — инспектор Крейн
- Фред Келси — детектив сержант Уэсли Диккенс
- Виктор Киллиан — полковник Касталь
- Роджер Кларк — Поль Бенуа
- Марло Дуайер — «Бабблз» Диган
- Лестер Шарп — помощник шерифа Дюваль
- Ирвинг Митчелл — мистер Эванс, финансист
- Джон Хармон — Аптаун Берни, он же Бернард Стюарт
- Джо Макгуин — Боб Гарт, частный детектив

## Создатели фильма и исполнители главных ролей
Режиссёр фильма Эдвард Дмитрик помимо этой картины об Одиноком волке поставил и следующий фильм сериала «Контршпионаж» (1942). Впоследствии Дмитрик был режиссёром таких классических фильмов нуар, как «Это убийство, моя милочка» (1944) и «Перекрестный огонь» (1947), который принёс ему номинацию на «Оскар», а а также номинированной на семь «Оскаров» военной драмы «Бунт на „Кейне“» (1954).
За свою карьеру Уоррен Уильям неоднократно играл сыщиков и частных детективов. В частности, он предстал в образе частного детектива Теда Шейна в фильме «Сатана встречает леди» (1936), дважды исполнил роль частного сыщика Фило Вэнса в фильмах 1934 и 1939 годов, четырежды сыграл адвоката Перри Мейсона в криминальных драмах 1934—1936 годов и девять раз — Одинокого волка — в фильмах 1939—1943 годов.

## История создания фильма
Как отмечает историк кино Хэл Эриксон, этот фильм стал восьмым фильмом в киносерии Columbia Pictures, основанной на детективных историях Луиса Джозефа Вэнса о бывшем воре, ставшем джентльменом, Майкле Лэньярде по прозвищу Одинокий волк.
В этом фильме свои постоянные роли сыграли Уильям Уоррен в роли Одинокого волка и Эрик Блор в роли его камердинера Джеймисона, а главным злодеем был Виктор Джори.
Рабочим названием этого фильма было «Обман Одинокого волка» (англ.  The Lone Wolf's Double Cross).
В центре внимания картины, что обычно для фильмов об Одиноком волке, находится история с похищением драгоценностей, однако с учётом того, что события происходят в период Второй мировой войны, речь идёт также о помощи союзникам.
Как пишет Алиперти, хотя очевидно, что в фильме речь идёт о французах, сражающихся с нацистами, ни одна из наций не называется. В фильме лишь сообщается, что драгоценности являются частью наполеоновской коллекции, и что яхта спаслась от подводных лодок, но ни разу не упоминается конкретно ни Франция, ни Германия. По мнению Алиперти, «это довольно хорошо донесено, просто никогда не произносится вслух». В следующем фильме серии «Контршпионаж» (1942), действие которого происходит в Лондоне, подвергающемся нацистскому обстрелу, военные противники уже будут названы своими именами.
Большая часть действия происходит во время путешествия на пароходе, что, по словам Эриксона, «позволяет студии Columbia Pictures демонстрировать свои стандартные (но впечатляющие) корабельные декорации и скрывать бюджетные ограничения в сильном тумане».Согласно информации «Голливуд Репортер», из-за нехватки доступных площадей на съёмочной площадке Columbia фильм снимался на студии Fine Arts Studio.
Фильм находился в производстве с 29 июля по 14 августа 1941 года и вышел в прокат 13 ноября 1941 года.

## Оценка фильма критикой
Как считает историк кино Рон Беккер, в сюжете много логических нестыковок. Кроме того, «фильм снят дёшево, на ограниченном количестве съёмочных площадок, почти без сцен на натуре… Это фильм с невыполненными обещаниями, который, несомненно, вызывает разочарование после высокого качества предыдущего фильма серии». Вместе с тем, большинство критиков придерживается иного мнения. Так, журнал Variety в номере от 26 ноября 1941 года назвал картину «первоклассным детективом с Уорреном Уильямом», а историки кино Джей Роберт Нэш и Стэнли Ральф Росс посчитали, что это «один из лучших детективных фильмов серии об Одиноком волке и первый у режиссёра Эдварда Дмитрика, который привнёс в сериал немного остроумия и юмора». Джин Блоттнер также заключил, что это «хороший, динамичный фильм цикла. И Эрик Блор, и Уоррен Уильям находятся в хорошей форме. Приятно наблюдать, как они меняются ролями на несколько сцен, в которых Блора принимают за Одинокого Волка».
Историк кино Клифф Алиперти, со своей стороны, полагает, что по сравнению с предыдущими фильмами об Одиноком волке «юмора в нём стало значительно меньше, темп стал жёстче, а тон — мрачнее, чем ранее». Действия героев выглядят убедительно, а «напряжение в фильме больше, чем когда-либо прежде… На тот момент это самый зрелый фильм в сериале». По мнению критика, «четвёрка основных актёров (Уоррен Уильям, Эрик Блор, Тёрстон Холл, Фред Келси) проявила себя с наилучшей стороны». По словам Алиперти, в этом фильме «Лэньярд показан более спортивным, чем когда-либо прежде, он карабкается по трубам и стремительно передвигается вверх и вниз по кораблю, чтобы избежать задержания». Спасая Джеймисона, он «даже вынужден стрелять из пистолета, что было совершенно нехарактерно для него в предыдущих картинах». При этом по сравнению с предыдущими фильмами «комические нотки были ослаблены у всех основных персонажей, кроме Блора. Он, как обычно, восхитителен, попадая в ситуации, которые дают ему больше возможностей проявить себя, чем обычно». Виктор Джори хорош в роли «щеголеватого злодея Дэна Стривера», однако остальные актёры себя никак не проявляют. Так, не удалась «попытка изобразить молодую романтическую пару у новичков Рут Форд и Роджера Кларка, они либо слишком пресны, чтобы донести свои чувства до зрителя, либо идея не была должным образом воплощена». «Плохая девочка» в исполнении Марло Дуаер смотрится предпочтительней, чем «плоская героиня» Форд. «Остальные мужчины в актёрском составе — не более чем фигуры, заполняющие пространство».